# Pallenopsis guineensis
Pallenopsis guineensis är en havsspindelart som beskrevs av Stock, J.H. 1975. Pallenopsis guineensis ingår i släktet Pallenopsis och familjen Phoxichilidiidae. Inga underarter finns listade i Catalogue of Life.